# فلز درهم‌تنیده ۲
فلز درهم‌تنیده ۲ (به انگلیسی: Twisted Metal 2) که با نام‌های فلز درهم‌تنیده: سفر به دور دنیا در اروپا و فلز درهم‌تنیده اکس در ژاپن شناخته می‌شود، یک بازی ویدئویی در سبک ماشین جنگی و عنوان دومین قسمت از مجموعه بازی‌های ماشین جنگی فلز درهم‌تنیده و موفق‌ترین نسخه در این مجموعه است. این بازی توسط استودیوی سینگل تراک ساخته شده و سونی کامپیوتر انترتینمنت آن را در سال ۱۹۹۶ بر روی کنسول پلی‌استیشن و مایکروسافت ویندوز منتشر کرده است. این بازی در سال ۲۰۰۷ از طریق شبکه پلی‌استیشن در آمریکا و ژاپن، برای دانلود در دسترس عموم قرار گرفت.

## بازتاب‌ها
فلز درهم‌تنیده ۲ نقدهای مثبتی از منتقدین وبگاه‌ها مختلف دریافت نمود و نسخه پلی‌استیشن آن با میانگین امتیاز ۸۶٫۴۴٪ از هشت نقد در وبگاه گیم رنکینگز قرار دارد. همچنین نسخه پلی‌استیشن آن به تنهایی قادر به فروش ۱٫۸ میلیون نسخه در آمریکا شده است.